# 長野市立裾花小学校
長野市立裾花小学校（ながのしりつすそばなしょうがっこう）は、長野県長野市中御所にある公立小学校。

## 概要
裾花川沿いに建つ、児童数627人(2017年現在)の小学校。宮沖、伊勢宮団地方面より、中御所、若里方面まで広い学区を有している。裾花川を挟んだ近隣には裾花中学校があり交流が行われている。シンボルツリーはポプラで、校内におよそ20本ほど川側に植えられている。また、特別支援学級が2クラス(ポプラ学級・ひまわり学級)設けられている。

## 施設
校舎は北校舎、中校舎、南校舎、第二体育館に分かれている。北校舎には太陽光発電用のソーラーパネルが設置されている。かつては第一体育館も存在したが、北校舎3階に多目的室が設置されたため2006年に解体され、広場となった。
また川沿いにあるという利点を生かし、隣にある河川敷にマラソンコースと、畑がある。畑は全学年の各クラスに一つずつ割り当てられており学年ごとに決められた植物を栽培して食育活動に役立てられている。

## 沿革
1949年-洪水復旧の際に川側に20本のポプラが植樹される(現在のシンボルツリー)
1951年-裾花小学校開校。初代校長 松沢一美
1998年-長野市及び白馬村において長野オリンピック,パラリンピック大会開催。
2006年-第一体育館解体。
2008年-北校舎建替工事竣工、ポプラっこ広場完成(旧第一体育館跡地)
2010年-開校60周年。南校舎耐震工事竣工
2014年-中校舎耐震化・内装改修工事、体育館改修工事竣工

## 交流
- 1998年(平成10年)に長野市で開催された長野オリンピックの際は『オリンピック一校一国運動』でジャマイカボブスレーチームの選手4名が来校し交流会を実施した。
- 中華人民共和国の北京花家地実験小学校と交流を行っており、数年ごとに4から8人の児童と2人の職員を両校で6日間程度の交換留学を実施し、親交を深めている。また2008年の北京オリンピック聖火リレー式典にはマーチングバンドが参加した。